# Sisinio I
Sisinio I (in greco Σισίνιος Α΄?, Sisinios A') (IV secolo – 24 dicembre 427) è stato un arcivescovo bizantino, che ha guidato l'arcidiocesi di Costantinopoli dal 426 a 427.

## Biografia
Prima dell'elezione, Sisinio era sacerdote nella zona di Elaea ed era noto per le sue virtù e la sua pietà, nonché per gli atti di carità.
Dopo la morte dell'arcivescovo Attico di Costantinopoli, il trono arcivescovile rimase vacante per qualche tempo, poiché c'erano polemiche sulla scelta del successore. Secondo l'opinione dominante, questo periodo durò circa quattro mesi e si concluse con l'elezione di Sisinio nel febbraio 426.
Per la consacrazione e la sua intronizzazione, l'imperatore Teodosio II convocò un incontro presieduto da Teodoto di Antiochia.
Ai tempi di Sisinio era in recessione la questione dell'atteggiamento dei seguaci di Giovanni Crisostomo, che si era verificato quando era stato esiliato.